# Nerudstal, Peatîhatkî
Nerudstal (în ucraineană Нерудсталь) este un sat în comuna Hrușuvatka din raionul Peatîhatkî, regiunea Dnipropetrovsk, Ucraina.

## Demografie
Componența lingvistică a localității Nerudstal
     Ucraineană (93,33%)
     Romani (3,7%)
     Rusă (2,78%)
Conform recensământului din 2001, majoritatea populației localității Nerudstal era vorbitoare de ucraineană (93,33%), existând în minoritate și vorbitori de romani (3,7%) și rusă (2,78%).